# Onésime et la Toilette de mademoiselle Badinois

Onésime et la Toilette de mademoiselle Badinois est un film muet français muet de Jean Durand sorti en 1912.

## Fiche technique
- Titre : Onésime et la Toilette de Mlle Badinoire
- Titre alternatif : Onésime et la Toilette de Mme Badinoire
- Réalisation : Jean Durand
- Société de production : Société des établissements L. Gaumont
- Pays d'origine : France
- Format :  Noir et blanc - 35 mm  - 1,33:1 - Muet
- Genre :   Comédie
- Métrage : 159 m
- Date de sortie : 1912

## Distribution
- Ernest Bourbon : Onésime
- Gaston Modot
- Mademoiselle Davrières
- Sarah Duhamel : Pétronille
- Berthe Dagmar